# Aegnor
Aegnor je izmišljen lik iz Tolkienove mitologije, serije knjig o Srednjem svetu britanskega pisatelja J. R. R. Tolkiena.
Je vilin, pripadnik Noldorjev; bil je Finarfinov sin in Galadrielin brat. Izgubljen je bil v Bitki nenadnega plamena.